# Kamui Gaiden
Kamui Gaiden è un film del 2009 diretto da Yôichi Sai.

## Trama
Il film è basato essenzialmente sulla serie di manga gekiga creata da Sanpei Shirato, pubblicata a partire dal 1964 e sul relativo adattamento animato in 26 episodi del 1969 conosciuto in italia col titolo di L'invincibile Ninja Kamui.

## Produzione
Il protagonista è Ken'ichi Matsuyama, già noto per l'interpretazione di L in Death Note - Il film. Sul set di questo film ha conosciuto inoltre la sua futura moglie, Koyuki Katō, da cui ha avuto una figlia nel 2011.